# Lợn sữa

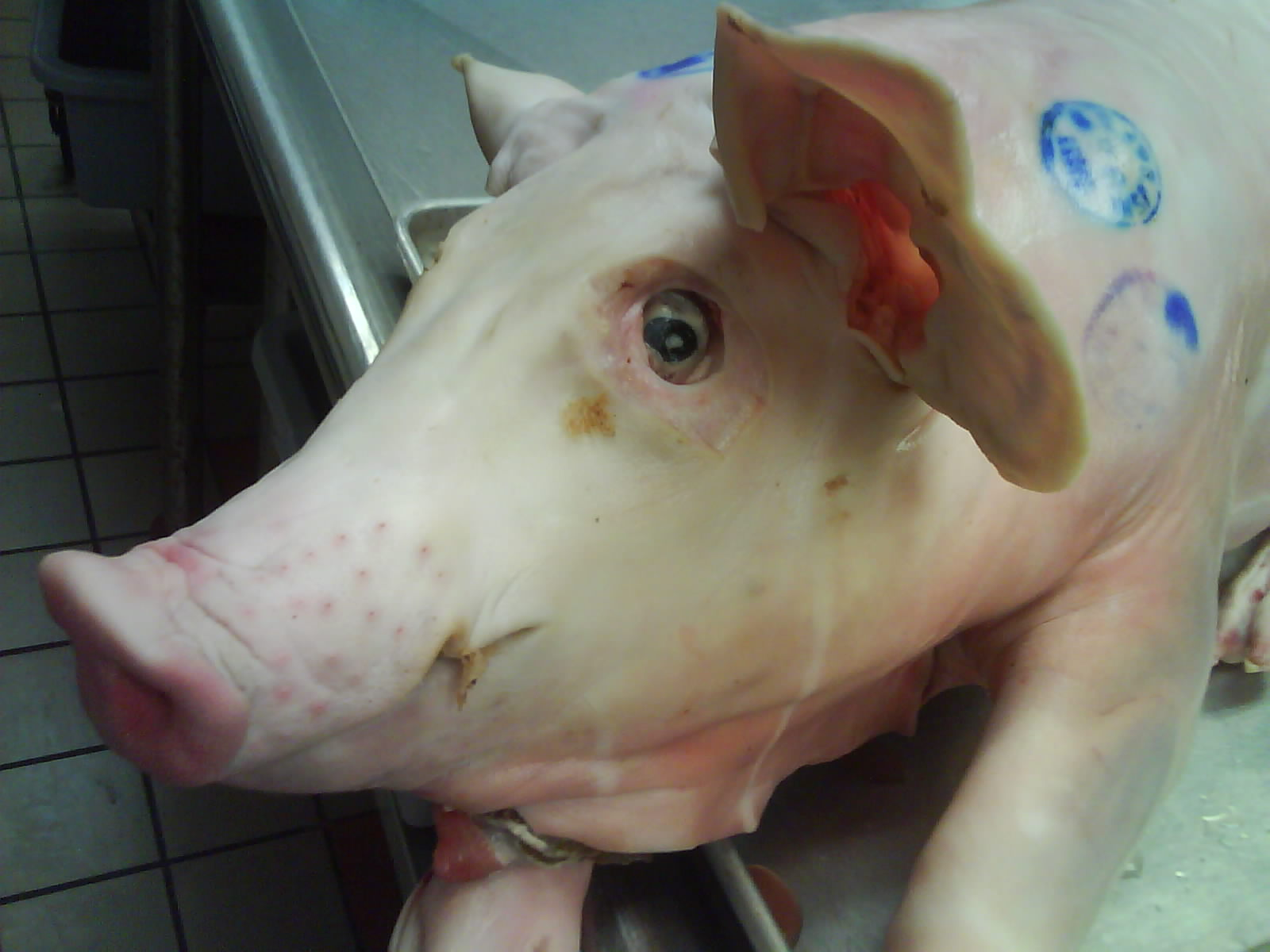
Một con heo sữa đã bị mổ và chuẩn bị đưa vào chế biến

Heo sữa hay lợn sữa hoặc lợn bột là một con lợn con đang trong giai đoạn bú sữa mẹ được sử dụng để chế biến thành những món ăn trong ẩm thực. Người ta nuôi heo sữa không chờ trưởng thành mà đến một giai đoạn nhất định là sẽ bị giết mổ (trong độ tuổi từ hai đến sáu tuần tuổi). Cách nấu món ăn truyền thống về heo sữa thường là heo sữa quay hoặc hầm từ trong các món ăn khác nhau. Nó thường được chuẩn bị cho những dịp đặc biệt và các cuộc tụ họp, bữa tiệc.
Thịt heo sữa có vị nhạt, dịu, thơm, mềm và da nấu chín là một trong những món ăn khoái khẩu trong các món thịt lợn. Các kết cấu của thịt heo sữa có thể hơi sệt do lượng collagen trong một con lợn non cao. Trong các món ẩm thực của La Mã và Trung Hoa thời cổ, người ta đã thấy thực đơn về món heo sữa này và sau này là nhiều truyền thống ẩm thực trên thế giới đều có món này.
Heo sữa hun khói là món ăn châu Âu độc đáo có hương vị thơm ngon của thịt, hòa quyện mùi khói của gỗ sồi, thịt chắc, ngọt và ngậy. Món ăn được chế biến khá cầu kỳ, từ khâu lựa chọn heo đến khâu hun khói. Heo được hun bằng gỗ sồi - một loại gỗ nhập khẩu từ châu Âu. Để tạo hương vị thơm ngon, giòn và đặc biệt thịt heo không bị nát như những món heo quay thông thường, đầu bếp sẽ xối mỡ sôi lên heo đã hun khói heo sữa hun khói là món ăn thích hợp dùng trong các bữa tiệc, hội nghị.

## Trong lịch sử
Heo sữa được gắn với món ăn Trư vương là món heo sữa quay đặc biệt được Từ Hi thái hậu chiêu đãi các sứ thần phương Tây trong bữa tiệc Xuân năm Giáp Tuất (1874). Đây là giống heo ở vùng Phúc Châu, nhờ ăn một thứ củ giống như củ Hoàng Tinh mọc rất nhiều ở quanh khi vực đồi núi Châu Tịch Xương tiếp cận khiến cho thịt của giống heo này trở lên thơm ngon hảo hạng. Từ Hy Thái Hậu cho mang về 60 con heo, 40 con đực và 20 con heo cái cho ăn toàn thức ăn đại bổ và uống toàn bằng nước sâm. Heo được chăn thả cho mặc sức giao hợp rồi sinh đẻ, cứ chăm sóc như vậy cho tới lớp heo thứ 3 thì lúc này chúng đã trở lên thực sự tinh khiết hấp thụ hết các tinh túy của sâm và nhung. Heo đem đãi tiệc tuổi chưa đầy 2 tháng gọi là heo sữa.
Năm ngày trước đại tiệc Từ Hy Thái Hậu sai đầu bếp chọn ra 100 con heo sữa béo tốt, không chọc tiết cũng không nhúng nước sôi nhằm tránh bị mất những tinh túy của heo theo máu khi chọc tiết. Đầu bếp đập chết thui cháy lông bỏ hết lục phủ ngũ tạng. Thịt heo được cắt thành từng lát mỏng ướp với các dược phẩm trân quý trong 3 ngày liền trước khi chưng cách thủy. Đại tiệc khai màn thực khách được thiết đãi món thịt heo thơm ngon vô cùng, xương thì mềm tục, nhiều thực khách tỏ ra thích thú với món heo này vô cùng khiến cho món đó được họ lưu truyền mãi 

## Ở Việt Nam

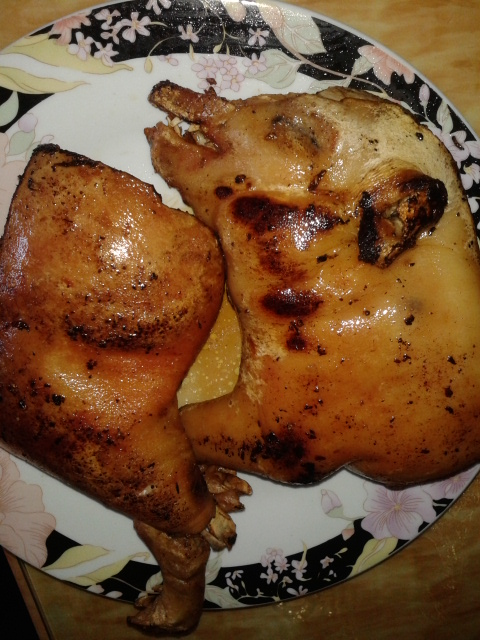
Một con heo sữa quay

Heo sữa là một món hàng xuất khẩu của nhiều nước trong đó có Việt Nam tuy nhiên ở Việt Nam, vấn đề an toàn thực phẩm trong chế biến heo sữa luôn đặt ra, đã có phát hiện nhiều tấn heo sữa và một số phụ phẩm như da, mỡ,... đã bốc mùi thối được ướp lạnh (đã chết trong tình trạng bị phân hủy, thối rữa được ướp trong nhiều thùng đá trữ lạnh), đưa lên xe tải, chuẩn bị chuyển vào tiêu thụ.
Nhiều báo chí phản ảnh cho rằng món ăn khoái khẩu mà hiện nay người dân thưởng thức phần lớn được làm từ những con heo sữa bị bệnh, không kiểm dịch. cơ quan chức năng ở Việt Nam đã từng phải tiêu hủy nhiều tấn heo sữa không rõ nguồn gốc hoặc từ những vùng bị dịch bệnh đã bốc mùi thối thậm chí là heo đã chết được vận chuyển vào các địa điểm tiêu thụ. có nơi nhiều con heo sữa chuẩn bị quay tại lò đã tụ huyết cầu thành những đốm đen dày đặc trên da, có con thịt đã bắt đầu phân huỷ thối rữa, có con tai, móng đã rụng nhưng vẫn được cho vào lò quay để tiêu thụ.
Hồng Kông từng doạ dừng nhập khẩu heo sữa Việt Nam do một số lô hàng thịt heo sữa xuất khẩu của một số công ty Việt Nam sang Hồng Kông bị nhiễm các chất tồn dư kháng sinh vượt quá mức cho phép. Cục Thú Y cho biết, trong nửa đầu năm 2011, số lượng thịt lợn sữa đông lạnh xuất khẩu chính ngạch sang các thị trường Hồng Kông, Malaysia là 2.584 tấn, chỉ bằng khoảng 50% so với cùng kỳ năm 2010, đặc biệt là trong tháng 6 và nửa đầu tháng 7 năm 2011, số lượng xuất khẩu đã giảm hẳn.Nguyên nhân là những tháng gần đây, giá lợn sữa trong nước tăng cao, đồng thời các nước nhập khẩu tổ chức giám sát chặt chẽ về chất lượng vệ sinh an toàn thực phẩm, an toàn dịch bệnh đối với thịt lợn sữa nhập khẩu

## Lechon
Lechon hay Lechón là một từ trong tiếng Tây Ban Nha có nghĩa là lợn sữa quay, được làm từ lợn sữa nguyên con, quay chín bằng than củi, nó còn được gọi là heo sữa quay theo kiểu Tây Ban Nha. Ngoài Philippines, món lợn quay lechón phổ biến ở nhiều nước như Dominica, Canada, Puerto Rico, Cuba, Tây Ban Nha và một số quốc gia nói tiếng Tây Ban Nha khác. Đặc sản lechón ở Philippines là món thịt lợn quay nguyên con phổ biến và được yêu thích tới mức dân địa phương còn tổ chức một lễ hội riêng cho món ăn này, và đây được xem như một nét văn hóa của Philippines.

## Chế biến

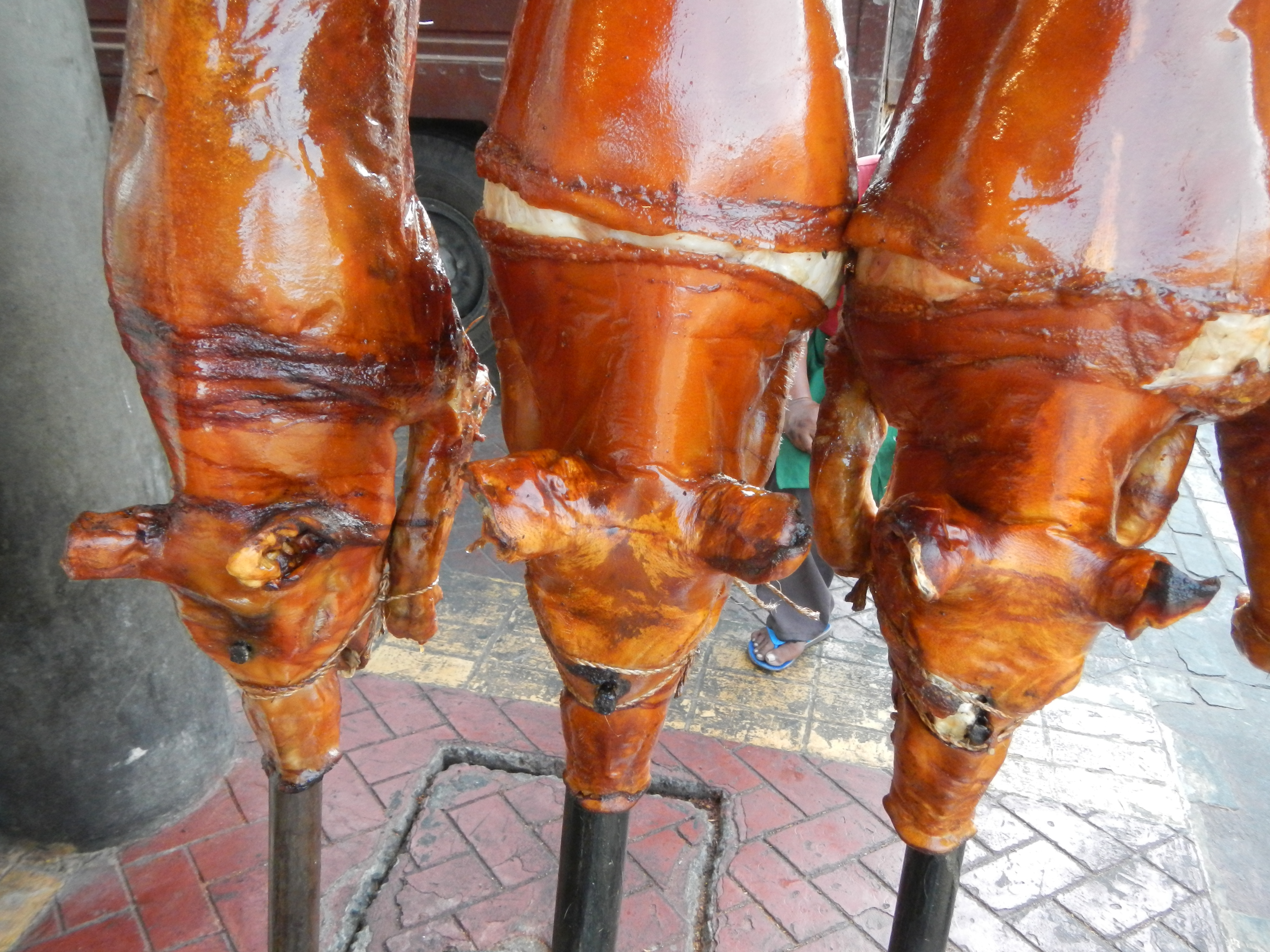
Lợn quay nguyên con ở Quezon

Sau khi làm sạch lông, mổ bụng, con lợn sữa được để nguyên cả tai, đuôi, chân để ướp gia vị và quay trên than hồng trong 8 tiếng mới chín toàn bộ. Thời gian để chế biến lechón mất gần 8 tiếng. Quá trình chuẩn bị món này đặc biệt công phu. Lợn sữa phải được giết rồi mổ rộng bụng từ chân trước tới chân sau. Tay, đuôi và chân được làm sạch và để nguyên vẹn. Lông trên khắp thân lợ được cạo sạch. Đầu bếp phải kiểm tra cẩn thận để không còn lông trên con lợn trước khi ướp gia vị.
Khi đã được làm sạch, thịt lợn được ướp gia vị với tỏi giã dập, kinh giới khô, tiêu, muối và dầu điều. Lượng gia vị thường phụ thuộc vào kích cỡ của con lợn, dùng để ướp cả trong và ngoài con vật. Sau khâu này, con lợn được nhồi đầy bụng với các loại rồi để lạnh trong thùng lớn. Bước tiếp theo cũng quan trọng không kém khi quyết định độ chín của thịt chính là xiên vào que lớn và cố định con lợn để đặt lên bếp than hồng. Than dùng để nướng lợn không cần để lửa quá lớn.
Phương pháp nấu này làm cho da lợn giòn hơn và có hương vị đậm đà đặc biệt. Than hồng giúp món ăn có thêm mùi vị như "thịt xông khói" Khi quay xong, lợn được gỡ ra khỏi que xiên và để 20 - 30 phút trước khi cắt. Thời gian này để gia vị và mỡ của con lợn hòa quyện, ngập trong bụng lợn, làm thịt mềm, có độ ẩm vừa phải. Người nấu cũng phết thêm mỡ lên con lợn khiến lớp da bóng và hấp dẫn hơn. Món lechón Philippines sau khi đã nấu xong có lớp da giòn bóng hấp dẫn thực khách.
Trong khi lễ hội, những chú lợn sữa sẽ được lựa chọn vào nghi lễ này. Sau khi được chế biến sạch sẽ, bỏ hết nội tạng, những chú lợn sữa sẽ được nhồi gia vị như tương, ớt, lá me, dứa. Lớp da bên ngoài được tẩm ướp những gia vị bí truyền. Sau quy trình tẩm ướp, lợn được nướng trên hố than đỏ rực. Thời gian làm chín chú lợn kéo dài nhiều giờ. Lửa được duy trì cháy đều, nhỏ. Khi lớp da bên ngoài giòn tan như vầng cháy, vàng ruộm và thịt bên trong chín mềm, thì quy trình nướng lợn hoàn thiện.
Riêng ở vùng đảo Cebu thuộc Philippines đây nơi được mệnh danh là vùng đất có món heo quay ngon với món heo sữa quay theo kiểu Tây Ban Nha (có tên chính gốc là lechón de leche). Món ăn có vị thanh, giòn, ngọt thịt từ bên trong. Heo được quay nguyên con với phần bụng được may kín trong quá trình quay. Tùy từng vùng miền, các loại thảo mộc và gia vị được cho vào bụng khác nhau, nhưng phổ biến nhất là muối và xả. Trong quá trình quay, các loại thảo mộc sẽ hòa tan và thấm vào phần thịt. Heo được quay kín trong thời gian 2 tiếng để đảm bảo toàn bộ phần thịt bên trong được chín đều. Lớp da lechón de leche giòn tan có thể cắt bằng đầu ngón tay.

## Lễ hội

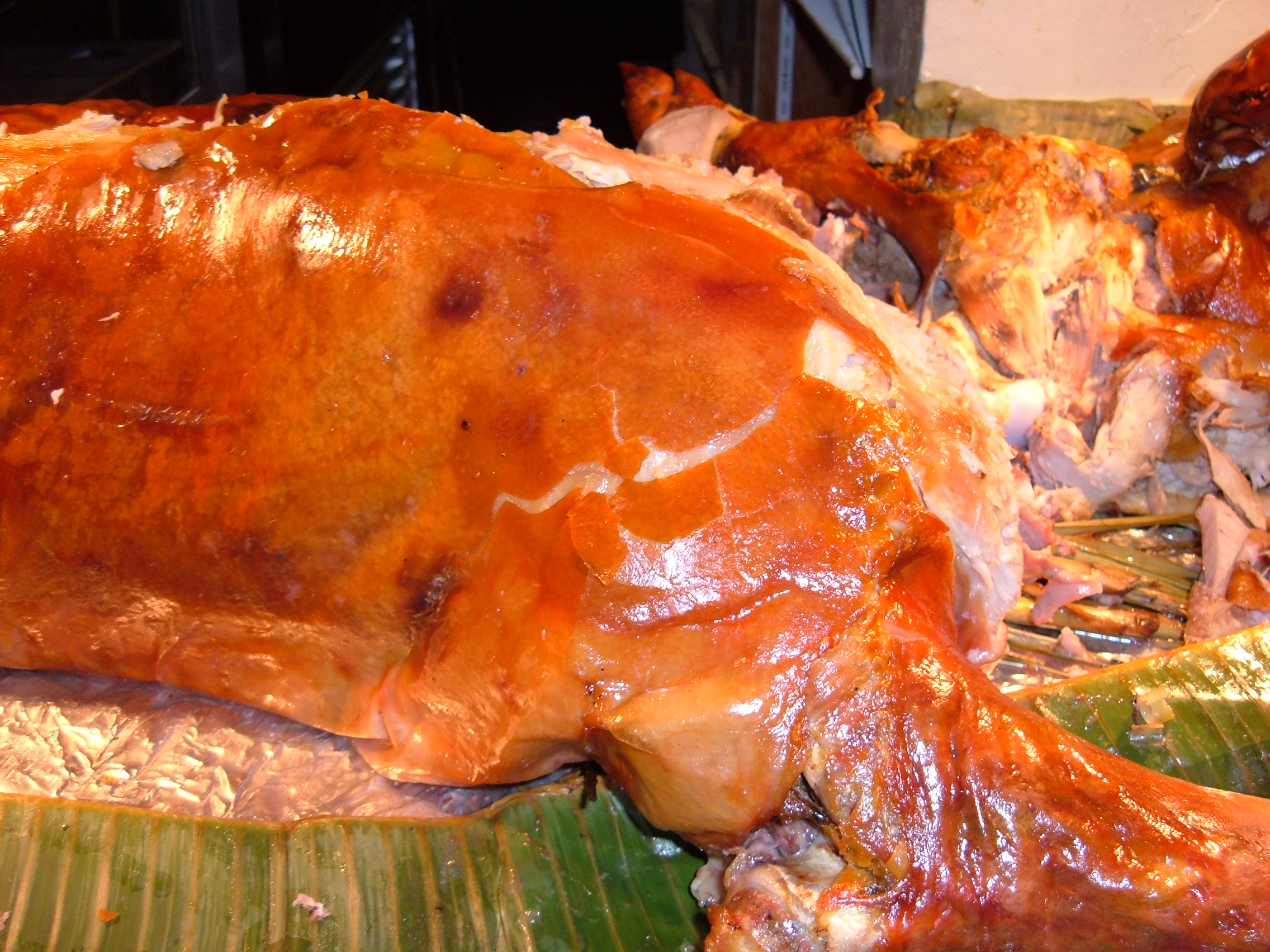
Thưởng thức lợn quay

Tại Cebu (Philippines) được mệnh danh là nơi chế biến những con lợn sữa quay ngon nhất thế giới. Cebu là một đảo của Philippines đồng thời là tỉnh phát triển nhất nước này. Tuy nhiên, du khách cũng có thể tìm ăn lechón ở nhiều nơi tại Philippines, nhưng nhiều nhất vẫn vào các dịp đặc biệt, trong ngày hội hoặc dịp nghỉ lễ. Những con lợn quay thơm phức được mặc đủ mọi loại trang phục, đưa đi diễu phố và thậm chí là tổ chức lễ cưới thu hút rất nhiều khách du lịch đến với Philippines. Sức sáng tạo trong nghệ thuật nhân cách hóa ở lễ hội. Sau khi kết thúc nghi lễ, khách mời sẽ được thưởng thức món ăn đặc biệt này trong sự vui vẻ, hạnh phúc.
Món ăn có tên gọi Lechon từ xa xưa đã là món ăn sở trường của cư dân thành phố Quezon, Philippines, một đất nước có nhiều phong tục, tập quán đặc sắc, kỳ lạ. Không chỉ yêu thích món ngon này, người dân còn dành cho những chú lợn quay một tình cảm đặc biệt. Vào tháng 9 âm lịch hàng năm, người dân lại tổ chức lễ hội tôn vinh món ăn này và muốn đưa việc thưởng thức chúng trở thành nghệ thuật. Những chú lợn sữa sẽ được lựa chọn vào nghi lễ này. Bằng bí quyết đặc biệt, Lechon đã trở thành món ăn ngon không đâu sánh được. Điều thú vị là người dân sắm cho lợn quay những bộ cánh mới nhất để hóa trang chúng thành con người.
Vào tháng 9 âm lịch hàng năm, người dân lại tổ chức lễ hội tôn vinh món ăn này và muốn đưa việc thưởng thức chúng trở thành nghệ thuật, trên đường phố cũng gặp những cặp ‘vợ chồng’ lợn quay trong lễ cưới, siêu nhân, tay đua cừ khôi, hay nàng ca sĩ lợn quay, thậm chí dàn hợp xướng lợn quay hùng hậu. Những chú lợn quay được ngồi hoặc kiệu trên vai của những thanh niên to khỏe và diễu hành trên phố. Hàng ngàn người đổ về Quezon trong tâm trạng vô cùng phấn khích, tò mò, vui vẻ... Họ hò hét, tung hô lợn quay hóa trang như những vị thần đã mang đến cho họ lạc thú trong ẩm thực. 